# Terremoto de Mesina de 1908
El terremoto de Mesina de 1908, también conocido como el terremoto de Mesina y Reggio de 1908, se produjo en la madrugada del 28 de diciembre de 1908 en Sicilia y Calabria, en el sur de Italia, con una magnitud de momento de 7,1 y una intensidad máxima de Mercalli de XI (extrema). Las ciudades de Mesina y Regio de Calabria se vieron casi completamente destruidas y se perdieron entre 75 000 y 82 000 vidas humanas.

## Terremoto
El lunes 28 de diciembre de 1908, a las 05:20, se produjo un terremoto de 7,1 en la escala de magnitud de momento. Su epicentro se situó en el estrecho de Mesina, que separa la concurrida ciudad portuaria de Mesina en Sicilia y Regio de Calabria en la Italia continental. Su epicentro preciso se ha localizado en la zona norte del mar Jónico, cerca de la parte más angosta del estrecho, donde se encuentra Mesina. Tuvo una profundidad de 8-10 km (5-6 millas).

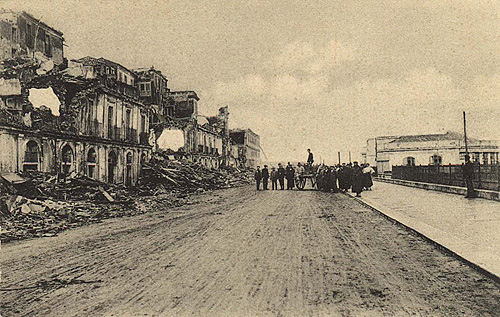
El devastado paseo marítimo de Regio de Calabria

El terremoto casi arrasó la totalidad Mesina. Al menos el 91 % de las estructuras de Mesina fueron destruidas o sufrieron daños irreparables y unas 75.000 personas resultaron muertas en la ciudad y los suburbios. Regio de Calabria y otras localidades de Calabria también sufrieron graves daños, con la muerte de unas 25.000 personas. El centro histórico de Regio se vio destruido casi completamente y el número de víctimas se basa en los datos del censo de 1901 y 1911. Fue el terremoto más destructivo que jamás haya afectado a Europa. El suelo tembló entre unos 30 o 40 segundos, y los daños fueron generalizados, con zonas afectadas en un radio de 300 kilómetros (186 millas). En Calabria, el suelo se movió violentamente desde Scilla hasta el sur de Regio, provocando deslizamientos de tierra en Regio y a lo largo del acantilado marítimo de Scilla a Bagnara. En la comuna calabresa de Palmi, en la costa del mar Tirreno, hubo una devastación casi total que dejó 600 muertos. También se produjeron daños a lo largo de la costa oriental de Sicilia, que a excepción de Mesina, no fueron tan catastróficos como en Calabria. El área mesoseismal se delimitó cerca de la costa a lo largo de un cinturón de 1-4 km de ancho que sacudió y destruyó Mesina y los pueblos circundantes. Catania, la ciudad más grande de Sicilia oriental, no sufrió daños notables.

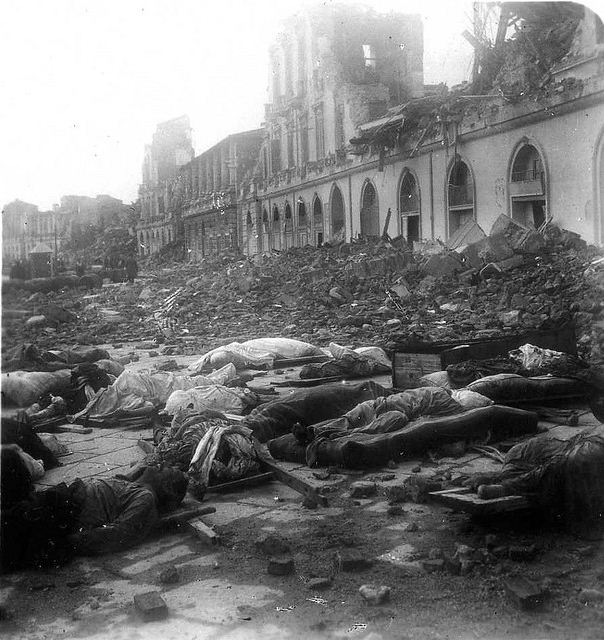
Cuerpos de víctimas y edificios derruidos en la avenida Vittorio Emanuele junto al puerto de Mesina

Un joven médico superviviente relató más tarde que, momentos antes de que la tierra comenzara a temblar y a agitarse violentamente, en Mesina había habido un "siniestro silbido" que comparaba con el de "mil hierros al rojo vivo que ardían en el agua". Otros supervivientes afirmaron que hubo tres movimientos separados y diferentes durante el temblor principal de 30-40 segundos: el primero fue un temblor hacia atrás y hacia delante, el segundo empujando violentamente hacia arriba, y el tercero moviéndose hacia adentro. Todos los relatos coinciden en que fue el segundo movimiento ascendente el que causó la destrucción generalizada en Mesina; el ruido causado por el seísmo fue descrito como "idéntico al que haría un tren rápido en un túnel".
El elevado número de muertos se debió al hecho de que la mayoría de las personas estaban dormidas, y murieron directamente o sepultadas vivas en sus dormitorios, mientras sus casas se derrumbaban. Miles de personas quedaron atrapadas bajo los escombros, sufriendo terribles lesiones de las que muchos morirían. Una semana antes del terremoto, había 160 000 habitantes censados en toda la comuna de Mesina. El 28 de diciembre, Mesina estaba aún más abarrotada de gente de lo habitual, debido al número de visitantes que pernoctaban en las afueras de la ciudad para ver la ópera "Aida" de Giuseppe Verdi, estrenada la noche anterior en el teatro Vittorio Emanuele II.

### Tsunami
Diez minutos después del terremoto, el mar a ambos lados del Estrecho se retiró repentinamente, suceso al que siguió un tsunami de 12 metros, con hasta tres olas golpeando las costas cercanas. Tuvo un impacto más duro a lo largo de la costa calabresa e inundó Regio de Calabria después de que el mar retrocediera hasta 70 metros de la costa. Todo el paseo marítimo de Regio se vio destruido y pereció un gran número de personas que se habían reunido allí. La localidad cercana de Villa San Giovanni también se vio muy afectada. A lo largo de la costa entre Lazzaro y Pellaro, el tsunami arrasó las viviendas y un puente ferroviario.

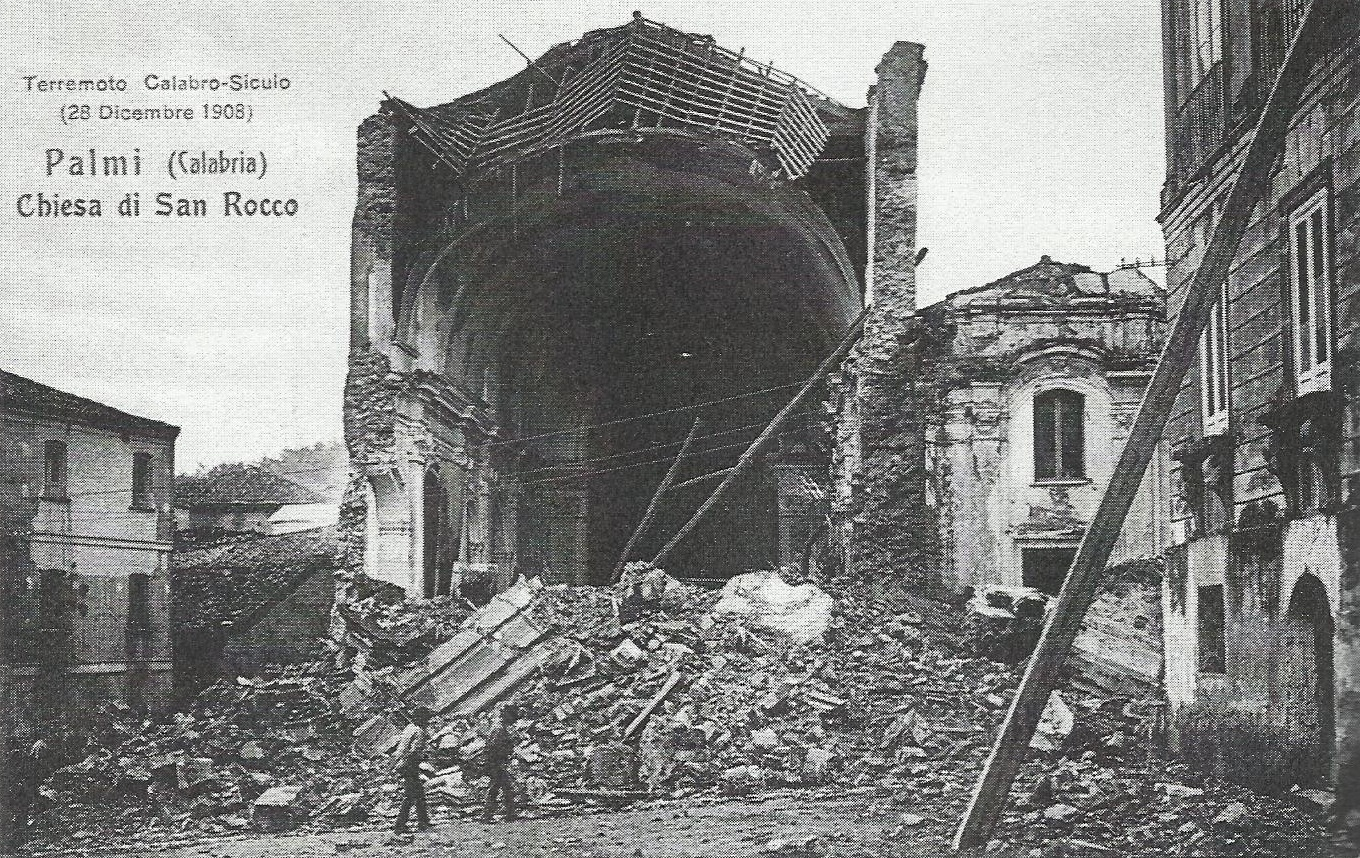
Ruinas de la iglesia de San Rocco en Palmi.

En Mesina, el tsunami también causó más devastación y muertes; muchos de los supervivientes del terremoto habían huido a la relativa seguridad del paseo marítimo para escapar de sus casas en ruinas. Las olas del segundo y tercer tsunami, que llegaron en rápida sucesión y por encima de la primera, arrasaron el puerto y aquellos barcos atracados en el muelle y rompieron partes del rompeolas. Después de engullir el puerto y 100 metros tierra adentro, las olas arrastraron a personas, varios barcos que habían sido anclados en el puerto, barcos de pesca y transbordadores, e infligieron más daños en los edificios dentro de la zona que había permanecido en pie después del seísmo.
Los barcos que aún estaban amarrados chocaron entre sí, pero no sufrieron daños importantes. Después, el puerto de Mesina se llenó de escombros flotantes y cadáveres de personas y animales ahogados. Las ciudades y aldeas de la costa oriental de Sicilia también sufrieron el golpe de las olas, causando muertes y daños barcos y propiedades. Dos horas más tarde, el tsunami alcanzó Malta, golpeando al puerto de Marsamxett y dañando propiedades en Msida. Alrededor de 2000 personas murieron a causa del tsunami en Mesina, la costa oriental de Sicilia, y en Regio de Calabria y su entorno costero.